# Sodupe
Sodupe es una localidad del municipio de Güeñes en la provincia de Vizcaya (País Vasco, España). Situada en la comarca de las Encartaciones, es núcleo de comunicaciones entre las rutas Bilbao - Valmaseda y Bilbao - Gordejuela y la Tierra de Ayala y el Valle de Llodio. Es la mayor población del municipio con 4986 habitantes de los 8442 de todo el concejo. Los ríos Cadagua y Herrerías atraviesan la localidad.

## Origen
Zorupe en euskera significa 'subsuelo' o 'subterráneo'. En la historia de la localidad fue muy destacada la actividad de la fábrica "La Conchita", en la que durante décadas del siglo XX trabajaron buena parte de los habitantes de la localidad, hasta su cierre en los años 70. Las fiestas patronales se celebran el 10 de agosto, San Lorenzo, aunque el patrón de la localidad es San Vicente Mártir, en cuyo honor está construida la iglesia del pueblo.

## Transportes
- Estación de ferrocarril (FEVE) con destinos a Bilbao y Valmaseda en cercanías, y Carranza, León y Santander en regionales.
- Así mismo también pasan por la localidad diversas líneas de autobuses, tanto cercanías (Bizkaibus) como larga distancia (Alsa - Continental Auto). Las líneas de cercanías parten de Bilbao-Termibus hacia Valmaseda (por autopista), Sodupe, Gordejuela, Oquendo, Respaldiza y Arceniega. Por otra parte, las líneas de larga distancia se dirigen a través de Sodupe a León, Poza de la Sal y Burgos.
- La localidad posee una circunvalación, la BI-636, que va de Bilbao hasta Valmaseda, no obstante por el municipio se cruzan también carreteras autonómicas de segundo y tercer orden, hacia Bilbao, Valmaseda, Gordejuela, Llodio, Arceniega y Oquendo.

## Instalaciones cívicas y deportivas
Posee centro de salud, oficina para la juventud, oficinas municipales y juzgado de paz, así como diversos equipamientos deportivos como frontón cubierto, campo de fútbol (Hurtado de Saratxo), piscinas cubiertas y al aire libre y un polideportivo inaugurado en el año 2012.

## Personas destacadas
Oriundos de esta localidad encartada son:
- Jacinto de Romarate, marino que defendió Montevideo y la Isla Martín García del asedio independentista en las Guerras de la independencia americana.
- Rosa Díez, política, fue consejera de Turismo del Gobierno vasco y eurodiputada por el PSE-EE (PSOE); diputada en Cortes Generales de España por Madrid con el partido Unión Progreso y Democracia que ella misma fundó.

- Ramon García, Presentador, Locutor de Radio, Disc-Jockey y Anfitrión en las campanadas.